# Audun Grønvold
Audun Grønvold (Hamar, 28 febbraio 1976 – 15 luglio 2025) è stato uno sciatore alpino e sciatore freestyle norvegese, vincitore di una Coppa del Mondo di ski cross e di medaglie olimpiche e iridate nella medesima specialità.

## Biografia

### Carriera nello sci alpino

#### Stagioni 1993-1999
Specialista delle prove veloci originario di Ingeberg di Hamar, Audun Grønvold esordì in campo internazionale il 2 marzo 1993 ai Mondiali juniores di Montecampione/Colere, in Italia, dove giunse tra l'altro 7º nel supergigante. Disputò la sua prima gara in Coppa del Mondo, un supergigante, il 5 febbraio 1996 sulle nevi di Garmisch-Partenkirchen in Germania, senza completare la prova.
Esordì ai Campionati mondiali in occasione della rassegna iridata di Sestriere 1997, dove si classificò 18º nel supergigante; due anni dopo, ai Mondiali di Vail/Beaver Creek 1999, fu invece 8º nella discesa libera. Poco più tardi, il 10 marzo in Sierra Nevada, colse il suo unico podio in Coppa del Mondo: 3º nella discesa libera vinta dal connazionale Lasse Kjus davanti allo statunitense Chad Fleischer.

#### Stagioni 2000-2009
Il 14 gennaio 2000 colse a Sankt Anton am Arlberg la sua unica vittoria, nonché unico podio, in Coppa Europa, in discesa libera. Prese parte per l'ultima volta a una rassegna iridata nel 2001 nella stessa località austriaca, chiudendo 22º nella discesa libera e 24º nel supergigante.
Disputò la sua ultima gara in Coppa del Mondo il 24 gennaio 2004 a Kitzbühel, classificandosi 37º in discesa libera. In quello stesso 2004 decise di dedicarsi al freestyle, abbandonando quindi lo sci alpino; negli anni seguenti (fino al 2009) partecipò ancora, saltuariamente, a qualche gara FIS e dei Campionati norvegesi, senza ottenere risultati di rilievo.

### Carriera nel freestyle

#### Stagioni 2005-2008
Specialista dello ski cross, esordì in Coppa del Mondo il 25 ottobre 2004 a Saas-Fee (61º) e ai Campionati mondiali a Ruka 2005, vincendo la medaglia di bronzo dietro a Tomáš Kraus e a Jesper Brugge.
Il 10 gennaio 2007 colse a Flaine la sua prima vittoria, nonché primo podio, in Coppa del Mondo; a fine stagione si aggiudicò la Coppa del Mondo di ski cross e risultò 5º nella classifica generale. Nello stesso anno disputò i Mondiali di Madonna di Campiglio, chiudendo 8º.

#### Stagioni 2009-2010
Ai Mondiali di Inawashiro 2009 fu 28º, mentre l'anno dopo ai XXI Giochi olimpici invernali di Vancouver 2010, sua unica presenza olimpica, vinse la medaglia di bronzo nella gara vinta da Michael Schmid davanti ad Andreas Matt.
Ottenne la sua ultima vittoria in Coppa del Mondo il 12 marzo 2010 a Grindelwald e si congedò dal massimo circuito internazionale il 20 marzo successivo, cogliendo in Sierra Nevada il suo ultimo podio (2º). Terminò l'attività agonistica il 17 aprile seguente in occasione dei Campionati norvegesi, aggiudicandosi il titolo nazionale.

### Morte
È morto il 15 luglio 2025, ucciso da un fulmine mentre si trovava nella sua baita.

## Palmarès

### Sci alpino

#### Coppa del Mondo
- Miglior piazzamento in classifica generale: 36º nel 1999
- 1 podio (in discesa libera):
  - 1 terzo posto

#### Coppa Europa
- Miglior piazzamento in classifica generale: 46º nel 2000
- 1 podio:
  - 1 vittoria

##### Coppa Europa - vittorie
| Data            | Località               | Paese   | Specialità |
| --------------- | ---------------------- | ------- | ---------- |
| 14 gennaio 2000 | Sankt Anton am Arlberg | Austria | DH         |

Legenda:

DH = discesa libera

#### Campionati norvegesi
- 6 medaglie[4]:
  - 2 ori (discesa libera nel 2003; discesa libera nel 2004)
  - 3 argenti (discesa libera, supergigante nel 1997; discesa libera nel 1999)
  - 1 bronzo (supergigante nel 2003)

### Freestyle

#### Olimpiadi
- 1 medaglia:
  - 1 bronzo (ski cross a Vancouver 2010)

#### Mondiali
- 1 medaglia:
  - 1 bronzo (ski cross a Ruka 2005)

#### Coppa del Mondo
- Miglior piazzamento in classifica generale: 5º nel 2007
- Vincitore della Coppa del Mondo di ski cross nel 2007
- 6 podi:
  - 3 vittorie
  - 3 secondi posti

##### Coppa del Mondo - vittorie
| Data            | Località       | Paese    | Specialità |
| --------------- | -------------- | -------- | ---------- |
| 10 gennaio 2007 | Flaine         | Francia  | SX         |
| 2 febbraio 2007 | Les Contamines | Francia  | SX         |
| 12 marzo 2010   | Grindelwald    | Svizzera | SX         |

Legenda:

SX = ski cross

#### Campionati norvegesi
- 1 medaglia[5]:
  - 1 oro (ski cross nel 2010)